# Anairetes agilis
Anairetes agilis là một loài chim trong họ Tyrannidae.